# Miroslav Beneš
Miroslav Beneš (ur. 5 kwietnia 1956 w Strakonicach) – czeski polityk, fizyk i samorządowiec, w latach 1994–1998 prezydent Czeskich Budziejowic, deputowany do Izby Poselskiej, poseł do Parlamentu Europejskiego V kadencji (2004).

## Życiorys
Absolwent wydziału fizyki jądrowej Politechniki Czeskiej w Pradze. Zatrudniony początkowo przedsiębiorstwie energetycznym Energoprojekt Praha, w pierwszej połowie lat 80. był pracownikiem fizycznym w różnych branżach. Od 1986 zawodowo związany z Elektrownią Jądrową Temelín, w latach 1991–1992 kierował departamentem ds. stosunków międzynarodowych.
W pierwszej połowie lat 90. zaangażował się w działalność polityczną w ramach Obywatelskiej Partii Demokratycznej, pełnił funkcję wiceprzewodniczącego tego ugrupowania. W 1994, 1998 i 2002 wybierany na radnego Czeskich Budziejowic. W latach 1994–1998 sprawował urząd prezydenta tego miasta. Od 1998 do 2006 zasiadał w niższej izbie czeskiego parlamentu. Od 2003 pełnił funkcję obserwatora w Parlamencie Europejskim, od maja do lipca 2004 sprawował mandat eurodeputowanego V kadencji w ramach delegacji krajowej.
Od 2006 związany z sektorem prywatnym, był też przewodniczącym rady nadzorczej przedsiębiorstwa państwowego Čepro. W 2008 bezskutecznie kandydował do Senatu. Po odejściu z ODS w 2014 związał się z nowym ugrupowaniem pod nazwą Toryové.